# Tri peniažky
Tri peniažky (564 m) – szczyt w Rudawach Słowackich (Slovenské rudohorie). W regionalizacji słowackiej zaliczany jest do Pogórza Rewuckiego (Revucká vrchovina). Wznosi się w miejscowości Jelšava. Stoki wschodnie i północne stromo opadają do doliny rzeki Muráň, w której znajdują się zabudowania Jelšavy, stoki południowe do doliny potoku Múrok (dopływ rzeki Muráň). Szczyt jest całkowicie porośnięty lasem. Jego wschodnimi zboczami poprowadzono linię elektryczną wysokiego napięcia, a powyżej linii zamontowano przekaźnik radiokomunikacyjny.
Tuż poniżej szczytu dawniej odkryto pozostałości dawnego grodu Starý hrad.